# ایشتوان سابو (ورزشکار)
ایشتوان سابو (مجاری: Szabó István؛ زادهٔ ۱۵ ژوئن ۱۹۵۰) قایقران کایاک اهل مجارستان است.